# Selbsterhitzende Mahlzeit

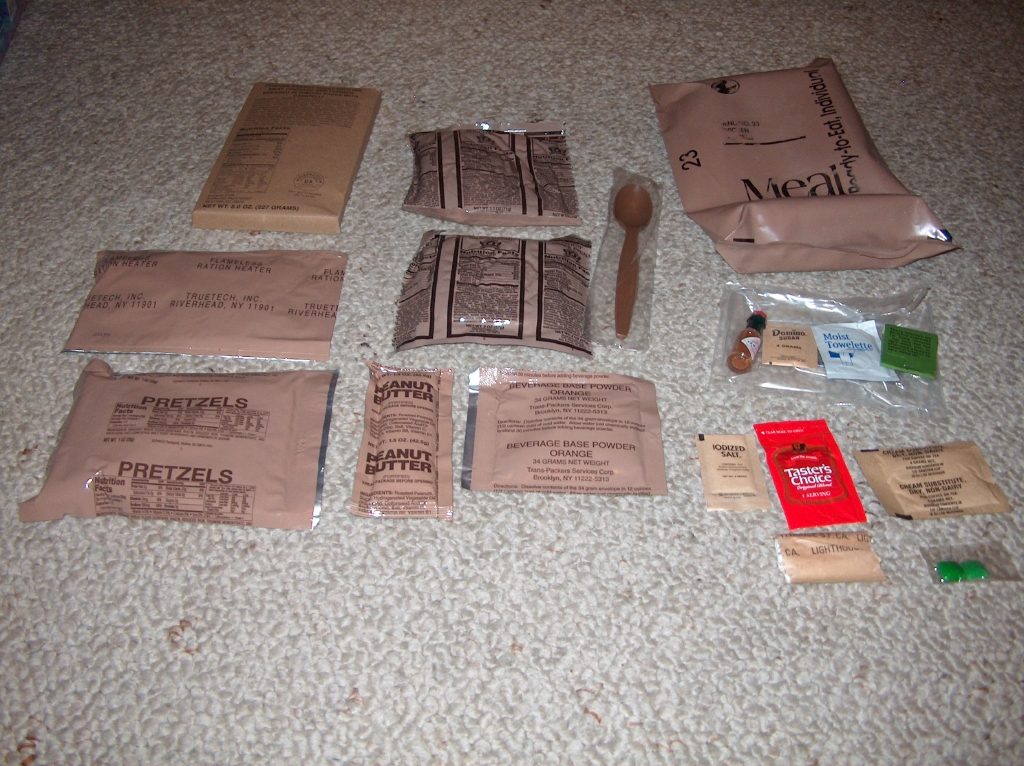
MRE-Mahlzeit der US-Armee

Als selbsterhitzende Mahlzeit werden Fertiggerichte bezeichnet, die ohne Wärmezufuhr von außen mithilfe eines chemischen Lösungsvorgangs erwärmt werden. Sie wurden zuerst als Verpflegung bei der Armee eingesetzt, sind mittlerweile aber auch für Verbraucher im Handel erhältlich.
Die Verpackung enthält je nach Hersteller eine Dose oder einen Beutel mit getrennten Kammern, die einmal Wasser und einmal eine chemische Substanz wie z. B. Calciumoxid enthalten, die beim Kontakt mit Wasser auf Grund eines exothermen Lösungsprozesses Wärme freisetzt. Diese Wärme reicht aus, um das Gericht in etwa 10–12 Minuten zu erhitzen. Die chemische Substanz kommt dabei mit der Mahlzeit selbst nicht in Berührung.
Die Hersteller benutzen verschiedene Systeme:
- Normales Trinkwasser muss in den Erhitzer gegossen werden.
- Es muss ein beiliegender Beutel mit Salzwasser in den Erhitzer gegossen werden
- Eine bestimmte Stelle am Boden der Verpackung muss eingedrückt werden, dann wird der Erhitzungsprozess eingeleitet.
- Selbst-erhitzende Konservendose: eine doppelwandige Konservendose, bei der sich die Mahlzeit in der inneren Dose befindet und in der Zwischenwand eine Chemikalie sowie ein Wasserbeutel, der zur Erwärmung der Mahlzeit mit einem Dorn zerstochen werden muss.

Die selbsterhitzenden Mahlzeiten werden als Notrationen bei Stromausfall oder als geeignete Verpflegung für Expeditionen beworben. Als Kritikpunkt gilt die Tatsache, dass in Relation zur Mahlzeit-Menge vergleichsweise viel Müll anfällt, der außerdem Chemikalien enthält.

## Geschichte
Selbsterhitzende Mahlzeiten in Form von Konserven wurden 1897 vom russischen Ingenieur Yevgeny Fedorov erfunden. Sie wurden zunächst für Bergsteiger und Expeditionsteilnehmer hergestellt. Hiram Bingham berichtete, dass er solche Mahlzeiten bei seinen Expeditionen in Peru 1909–1915 verwendete. 1910 erwähnte auch der Ballonfahrer Alan R. Hawley, er habe bei einer Ballonfahrt drei Portionen Suppe aus Dosen gegessen, die sich selbst erhitzten.
1941 stand in einem Artikel der New York Times:

“Yesterday, we had our first cup of coffee, our first baked beans and our first spaghetti out of the amazing self-heating cans now being introduced by a department store in Manhattan… There's a fifteen-minute wait while the canned food, enclosed in an outer tin, heats without benefit of gas, electricity, or flame of any sort. This trick is accomplished by a chemical inside the first container, and the action is started when four holes are punched in the bottom. The whole mysterious apparatus is turned upside down for the stipulated number of minutes, then righted, and presto! there is your steaming coffee, or food, all ready to serve.”

„Gestern hatten wir unsere erste Tasse Kaffee, die ersten gebackenen Bohnen und die ersten Spaghetti aus diesen erstaunlichen selbsterhitzenden Konserven, die es jetzt in einem Supermarkt in Manhattan gibt… Man muss 15 Minuten warten, während sich das Essen aufheizt (…) Dieser Trick wird ermöglicht durch eine Chemikalie, die sich in einem Behälter befindet, und der Vorgang beginnt, wenn vier Löcher in den Boden gestochen werden. Der ganze mysteriöse Apparat wird einige Minuten auf den Kopf gestellt, wieder umgedreht, und presto! Da ist unser dampfender Kaffee oder das Essen, fertig zum Servieren.“

In den folgenden Jahren des Zweiten Weltkriegs waren diese Gerichte reserviert für das US-Militär, ab 1947 gab es sie wieder für alle Verbraucher. Sie setzten sich zunächst aber nicht auf dem Markt durch.
Im Jahr 2006 kamen in den USA erneut selbsterwärmende Heißgetränke auf den Markt, hergestellt von der Firma Ontech.